# Acadèmia dels Desconfiats
L'Acadèmia dels Desconfiats, o Acadèmia Desconfiada, fou una acadèmia de lletres que promovia l'estudi de la història, la llengua i la poesia catalanes, fundada el 1700 a Barcelona per diversos erudits. Va publicar l'obra Nenias reales a la mort de Carles II d'Espanya, i propicià la primera edició de les obres de Francesc Vicent Garcia (Barcelona, 1703), que conté un pròleg que discuteix el paper de l'Acadèmia. El poeta, militar i estadista Joan de Gualbes i Copons, tot i no constar que en fos membre, hi va estar relacionat.
Va poder celebrar les seves sessions fins al 1703, i com que la major part dels seus membres donaren suport a l'arxiduc Carles durant la Guerra de Successió, el 1714 fou clausurada per Felip V. Uns anys més tard, el 1729, en recollí el testimoni l'Acadèmia de Bones Lletres de Barcelona, actualment encara activa.
El 2023, l'escriptora Àfrica Ragel va publicar la novel·la Els savis de l'Acadèmia dels Desconfiats.

## Acadèmics fundadors
- Pau Ignasi de Dalmases i Ros[5] (Barcelona, 1670 – 1718), marquès de Vilallonga del Camp i baró de Pierola,[6][7] arxiver de l'Acadèmia dels Desconfiats.
- Joan Antoni de Boixadors i de Pinós[8][7] (Badalona, 1672 – San Pier d'Arena, Gènova, 1745), sisè comte de Savallà, setè comte de Peralada, cinquè marquès d'Anglesola, vescomte de Rocabertí, baró del Vallmoll, senyor de les viles, llocs i castells de Bràfim, Marmellà, Nulles, Bellavista, Cassafort, Rubió, Lespelt, les Piles, i altres indrets del Principat de Catalunya; baró de Bunyolí, senyor de la Cavalleria i Honor de Felanitx, al Regne de Mallorca; Gran d'Espanya i cavaller del Toisó d'Or.[6]
- Josep Antoni de Rubí i de Boixadors[9][7] (Barcelona, 1669 – Brussel·les, 1740), marquès de Rubí, lloctinent de mestre racional de la casa reial i de la cort de la Corona d'Aragó.[10]
- Josep d'Amat de Planella i de Despalau[11][7] (Barcelona, 1670 –1715), marquès de Castellbell.
- Francesc de Josa i d'Agulló[12][7] (Barcelona, 1671 – Roma, 1721), ardiaca de Santa Maria del Mar, canonge de la catedral de Barcelona i vicari general de Barcelona.[6]
- Llorenç de Barutell i d'Erill[13][7] (1670 – 1704), baró d'Oix i de Bestracà.
- Felip de Ferran i de Sacirera[14][7] (Barcelona, 1658 – Nàpols, 1715), comte de Ferran i Gran d'Espanya (per concessió de l'Arxiduc Carles).[6]
- Francesc de Junyent i de Vergós[15][7] (Barcelona, 1662 – 1735), segon marquès de Castellmeià i baró de Montclar.[6]
- Josep de Taverner i d'Ardena[16][7] (Barcelona, 1670 – Girona, 1726), canonge de Girona, bisbe electe de Solsona (1718-1720) i bisbe de Girona (1720-1726). Doctor en ambdós drets. Fill de Francesc de Taverner i de Rubí i de Maria Ignàsia s'Ardena i d'Aragó, comtessa de les Illes i senyora de Darnius, del castell de Montroig, de Bosquerós i de la torre de Picalquers.[6]
- Agustí de Copons i de Copons[17][7] (Vilafranca del Penedès, 1675 – 1737), segon marquès de Moja.[6]
- Alexandre de Palau i d'Aguilar[18][7] (Conques, Pallars Jussà, 1671 – 1736?), comte de Torralla (des de 1708), castlà de Talarn i senyor de Fígols.[19]
- Josep de Rius i de Falguera[20][7] (Barcelona, 1675 – 1739), doctor en ambdós drets, jutge de l'Audiència, canonge i tresorer de la catedral de Barcelona, procurador del capítol als concilis tarragonins de 1722, inquisidor de Saragossa i després de Conca, i últim rector de la Universitat de Barcelona i primer de la de Cervera (1714).[21][6]
- Antoni de Peguera i d'Aimeric[22][7] (Barcelona, 1682 – València, 1707), marquès de Foix i baró de Torrelles,[6] coronel de les Guàrdies catalanes en la defensa de Barcelona el 1706.[19]
- Josep Clua i Granyena,[23][7] doctor en teologia[24] i catedràtic de retòrica.[21]

## Superintendents
- Joan de Pinós i de Rocabertí.[25][7] Cavaller de l'orde de Sant Joan.[21]
- Martín Díaz de Mayorga.[25][7] Capità d'infanteria espanyola i brigadier.

## Meninos(joves triats per a estudiar a l'Acadèmia)
- Josep de Peguera i d'Aimeric.[26][24]
- Lluís de Peguera i d'Aimeric.[26][24]
- Antoni de Copons i de Copons.[26][24]
- Josep de Ferran i de Fivaller.[26][24]
- Diego de Pellicer i de Bustamante.[26][24]
- Manuel de Pellicer i de Bustamante.[26][24]
- Felipe de Pellicer i de Bustamante.[26][24]

## Altres acadèmics
- Gabriel Álvarez de Toledo y de Pellicer,[27][7] literat, fundador de la Real Academia Española.[28]
- Josep Aparici i Mercader,[29][7] geògraf de Carles II.[28]
- Felip d'Armengol i de Folc,[30][7] militar valencià, tinent coronel del regiment de guàrdies catalanes de l'Arxiduc; governador de Morella i de Callosa.[21]
- Francisco Botelho de Moraes y Vasconcellos,[31][7] literat portuguès.[28]
- Diego de Cárdenas-Ariñosa y de Collado,[32][7] comissari general de cavalleria.[21]
- José Carrillo de Albornoz y de Montiel,[33][7] tercer comte de Montemar, capità general interí de cavalls cuirasses (1722-1725).[21]
- Josep de Cortada i de Bru,[34][7] tercer baró de Maldà.[21]
- Josep Baltasar de Dalmases i Ros,[35][7] doctor en ambdós drets, sagristà major i canonge de Barcelona.[28]
- Josep de Llupià i d'Agulló,[36][7] doctor en ambdós drets, canonge de la catedral d'Urgell.[21]
- Diego Martínez Folcrás,[37][7] capità d'infanteria.[21]
- Josep Miró.[38][7]
- Diego de Pellicer, de Tovar y Salmerón,[39][7] cavaller de l'orde de Santiago i auditor general dels exèrcits reials al Regne de Nàpols i, després, de Catalunya.[21]
- Ignacio de Pellicer y de Frías.[39][7]
- Manuel de Pellicer y de Velasco,[39][7] cavaller de l'orde de Santiago, tinent-comissari d'infanteria i cavalleria espanyoles el 1709.[21]
- Esteban de Pinós y de Urríes.[40][7]
- Josep Faust de Potau i de Ferran, Comte de Vallcabra.[41][7]
- Pere de Potau i de Ferran.[41][7]
- Benet de Sala i Cella,[42][7] cavaller gironí.[28]
- Miquel Francesc Salvador i Mascaró.[43][7]
- Francesc Sans Miquel i de Monrodón,[44][7] tinent de Velt, mariscal de l'emperador.[21]
- Antoni Serra i Vileta,[45][7] doctor en teologia, catedràtic de teologia a la Universitat de Barcelona, examinador sinodal de diversos bisbats i qualificador de la Inquisició.[21]
- Isidre Serradell,[46][7] catedràtic de retòrica de la Universitat de Barcelona.[28]
- José Ignacio de Solís y de Gante,[47][7] tercer duc de Montellano i Gran d'Espanya.[28]
- Francesc Valls i Galán,[48][7] mestre de capella de la catedral de Barcelona.[21]
- Marc d'Alva.[49][7]
- Joan Galvany,[50][7] músic.[28]
- Manuel de Vega i de Rovira,[51][7] monjo benedictí de Ripoll, xantre, prior i vicari general del monestir, definidor i visitador general de la congregació de benedictins claustrals a la província de Tarragona.[28]
- Joan Baptista de Vilana i de Millàs,[52][7] ardiaca de Sant Joan de les Abadesses.[21]
- Íñigo de Villarroel y Peláez,[53][7] capità de cavalls cuirasses.[28]
- Marc Antoni Vinyas,[54][7] catedràtic d'humanitats a la Universitat de Barcelona.[21]
- Joaquim Vives i Ximenes.[55][7]